# Megan is Missing
Megan Is Missing är en amerikansk skräckfilm från 2011, skriven och regisserad av Michael Goi. 

## Handling
Megan och Amy går på samma high school. Megan är skolans populäraste tjej medan Amy är skolans mobboffer men det hindrar dem inte från att vara bästa vänner och de ställer alltid upp för varandra. De två tonåringarna spenderar mycket tid på Internet och en kväll börjar Megan chatta med en jämnårig kille som heter Josh. De kommer överens om att träffas på en fest som båda blivit inbjudna till men väl där blir Megan sur och besviken när Josh aldrig dyker upp. När de chattar nästa gång förklarar Josh att han visst var på festen men att han var för blyg. De stämmer träff igen utanför en restaurang och en övervakningskamera fångar en del av deras möte. Därefter försvinner Megan spårlöst, vilket i sin tur leder till att Amy blir utsatt för ännu värre mobbning. Amy försvinner också spårlöst och alla undrar vad som hänt med dem. Snart hittar polisen Amys videokamera i en papperskorg och svaret på gåtan finns i hennes filmade material.

## Om filmen
Filmen är löst baserad på ett verkligt fall där två unga flickor vid namn Miranda Gaddis och Ashley Pond försvann i Oregon. I merparten av filmen används found footage-tekniken.

## Rollista (urval)
- Rachel Quinn - Megan Stewart
- Amber Perkins - Amy Herman
- Dean Waite - Josh
- Kara Wang - Kathy
- Brittany Hingle - Chelsea
- Jael Elizabeth Steinmeyer - Lexie
- Rudy Galvan - Ben
- April Stewart - Joyce Stewart
- Tammy Klein - Louise Herman